# 前苏格拉底哲学
前苏格拉底哲学是西方哲学中，在苏格拉底之前的，或者是和苏格拉底同时期的并未受苏格拉底影响的哲学流派。前苏格拉底哲学也被称为早期希腊哲学。
前苏格拉底哲学主要对宇宙学感兴趣，即讨论宇宙的开始和宇宙的实质，但是他们也讨论自然世界的运行方式以及人类社会、道德和宗教等问题。他们寻找基于自然法，而不是基于神的意愿的解释。尽管他们写出了十分重要的文本，但却都没有保留下来。对他们的见解的认知只有来自后来学者对他们的作品的讨论。希腊当时与它周围的文化有紧密的交往，加上当时自主的希腊城邦形成，为哲学的发展提供了肥沃的基础。
前6世纪三名米利都学派学者开始了前苏格拉底哲学：泰勒斯、阿那克西曼德和阿那克西美尼。他们认为世界由三种元素组成：水、阿派朗（无限定）和气。另三名来自附近爱琴海海岸城市的哲学家是色诺芬尼、赫拉克利特和毕达哥拉斯。色诺芬尼以批评把神人格化知名。赫拉克利特最著名的是他的格言“生活中的一切都在变动中”，以及把火规入元素之一。毕达哥拉斯创办了一个宗教团体般的组织宣传宇宙是由数字组成的。公元前5世纪的伊利亚学派由三名学者组成：巴门尼德、埃利亚的芝诺和麦里梭。巴门尼德认为世界上只存在一个实际，而且它永远不变。芝诺和麦里梭主要捍卫巴门尼德的理论。阿那克萨哥拉和恩培多克勒提出宇宙诞生的多元論理论。留基伯和德谟克利特提出原子論，他们认为世界上只有真空和物质存在。智辩家对哲学相對主義进一步发展。
从那个时代开始，哲学家们反对过去对世界的神秘主义解释，他们试图通过理性进行重新诠释。他们追问诸如此类的问题：
- 万物从何而来？
- 万物由什么构成？
- 我们如何解释自然事物的多元性？
- 我们如何通过数学描述自然？

他们所提出的问题和悖论成为了后代研究数学、科学和哲学的基本问题。尽管这个时期的哲学家所作出的宇宙论已经被基于现代科学的观点所取代，后代哲学家也不同意他们对其他问题所作出的答案，但这些问题的重要性是公认的。
前苏格拉底哲学的作用非常大。他们发明了一些西方哲学中的中心概念如自然主义和理性主义，并为科学方法铺设了起步道路。

## 概念
19世纪的学者使用前苏格拉底来描述一群哲学家。18世纪后期德国哲学家约翰·奥古斯都·埃伯哈德首次使用这个名称。此前的文献把他们称为“自然学者”，他们从事的是自然学。这个称法源于亚里士多德，他使用这个称呼来区别把自然现象解释为神的作为的“神学者”和“密学者”。
这个概念的主要作用是用来区别苏格拉底以前主要研究自然和宇宙的结构的哲学家与苏格拉底及其后续者，他们的主要研究重点在于道德和政治。这个名词有其问题，首先一些前苏格拉底哲学家对道德和怎样幸福地生活非常感兴趣。此外这个称呼似乎说前苏格拉底哲学家不如苏格拉底重要，或者他们仅仅是古典哲学的一个阶段。从年代学的角度这个称呼也不精确，一些前苏格拉底哲学晚期的哲学家与苏格拉底是同代人。
据詹姆斯·沃伦前苏格拉底哲学家与古典时代哲学家之间的区分线不在于苏格拉底，而在于地理和遗存下来的文字。前苏格拉底和古典哲学之间的转换包括散布在整个说希腊语世界的哲学家逐渐集中到雅典。另一个区别是从古典哲学开始作者们有完整的著作遗留下来，而前苏格拉底的作家只有残片留下。安德烈·拉克斯发现从古典时代至今有两种区别前苏格拉底哲学与苏格拉底哲学的传统。第一个传统是苏格拉底-西塞罗传统，它使用哲学命题区分两者：前苏格拉底哲学研究自然，而苏格拉底则注重人事。另一个传统是柏拉图-亚里士多德传统，这个传统使用两者之间的手段，苏格拉底主要使用认识论的方法来研究不同的概念。由于前苏格拉底哲学这个名称的不足，尤其在英语著作中“早期希腊哲学”这个称呼比较广泛被使用。
通过他们易懂的九卷《早期希腊哲学》安德烈·拉克斯和格兰·莫斯特推动了使用“早期希腊哲学”取代“前苏格拉底哲学”来描述这个时代的变化。在第1卷里他们就阐明他们选择“早期希腊哲学”而不是“前苏格拉底哲学”的系统原因，比如一些被规入“前苏格拉底哲学”的哲学家是苏格拉底的同代人，或者甚至比苏格拉底还要晚。

## 文献
很少前苏格拉底哲学家著作的残片留存下来。今天关于前苏格拉底哲学哲学家的知识主要来与后来作家如柏拉图、亚里士多德、普魯塔克、第欧根尼·拉尔修、约翰尼斯·斯托拜乌斯、西里西亚的辛普利修斯以及一些早期基督教神学家如克莱曼特和希坡律陀的报道。许多这些著作的名字被列为《自然学》或者《关于自然》，这些名字估计是后来的作者给的。这些后来的叙述的作者往往有自己的陈见。因此有时很难确定用来支持他们的观点的语句是不是真正他们所使用的语句。由于前苏格拉底哲学家们使用的语言含糊因此对他们的理解更加困难。柏拉图释义前苏格拉底哲学家，他一点也不关心他是否精确地阐述了他们的观点。亚里士多德的引用比较精确，但是他认为前苏格拉底哲学家们讨论的内容不配被他称为哲学。亚里士多德的继承人泰奧弗拉斯托斯写了一本《自然学家的见解》的综合书，这本书是古代关于前苏格拉底哲学的经典书。今天这本书已经失传，但是希坡律陀的叙述主要基于这本书。
1903年德国教授赫爾曼·亞歷山大·迪爾斯和瓦尔特·克兰茨出版了《前苏格拉底残篇》。这本书里收集了所有已知的残片。学者今天使用一种被称为迪尔斯-克兰茨数的编码系统来引用这本书里收集的残片。这个编码系统最前面的两个字母是DK，这是迪爾斯和克兰茨名字的缩写。此后的数字代表每个哲学家。此后是一个字母，假如字母是A的话说明这个残片来自一个后人文章的引用，假如是B的话说明这个残片是该哲学家的原话。最后的数字代表是每个残片的号码。这个数字可以有一个小数点，小数点后面的数字是引用的语句的行。比如“DK59B12.3”是阿那克萨哥拉第12号残片（原文）第3行。类似的使用拉克斯和莫斯特的《早期希腊哲学》中残片的编码使用开头LM作为标记。

## 历史背景

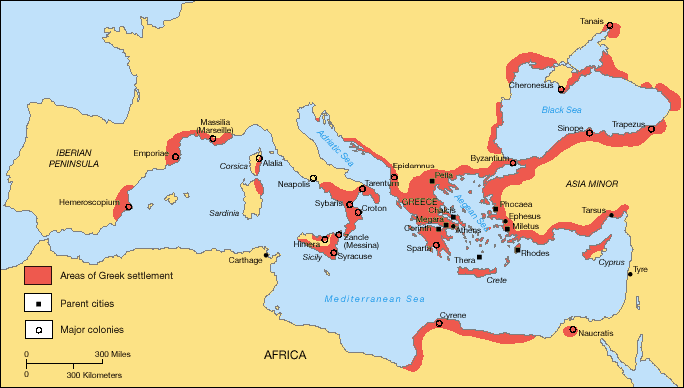
希腊古风时期（前800-480年）的地区和殖民地

哲学于前6世纪在古希腊诞生。前苏格拉底哲学时期持续约两个世纪，在这段时期里波斯阿契美尼德帝国向西发展，而希腊则不断开发新的航海和贸易路线，到达塞浦路斯和叙利亚。最早的前苏格拉底哲学家住在安納托利亞西海岸的伊奧尼亞。前540年波斯占领伊奧尼亞，波斯僭主统治当地。前499年希腊人起义，但是前494年最终被战败。逐渐地到前5世纪中雅典成为希腊哲学的中心。随苏格拉底、柏拉图和亚里士多德雅典进入古典时代，但是前苏格拉底哲学的影响依然存在。
一些因素促进了前苏格拉底哲学在古希腊的产生。伊奧尼亞的城市，其中尤其米利都，与古希腊和美索不达米亚有紧密的贸易关系，这些地区的文化和他们对自然的观察与希腊不同。除技术和文化影响外最最重要的是约前800年希腊人采纳了字母。
另一个因素是在希腊文化内部旅行非常容易，也经常做，这使得希腊各地可以交流和比较不同的思想。前6世纪里不同哲学家和思想家可以方便地在希腊文化区各地旅行，尤其去参加各种全希腊的节日庆祝。当时长距离通讯很困难，但是人、哲学家和书可以比较容易地在希腊半岛、爱琴海岛屿和意大利南部的沿海地区（所谓的大希腊）移动。
独立城邦的民主政治系统也为哲学的发展做出贡献。大多数希腊城市不是被独裁或祭司统治，因此其居民可以自由讨论许多问题。一些城邦繁荣富强，尤其米利都在前苏格拉底哲学早期成为一个贸易和生产中心。城邦和殖民地之间谷物、食油和其它货物的交换说明这些城市不是孤立的，而是经济上互相依靠，它们一起组成一个复杂和不断变换的贸易道路网。
希腊神话对哲学的产生也有影响。哲学家们试图回答在荷马和赫西俄德的著作里已经微妙地提出的问题。前苏格拉底哲学家们生活在一个充满神话、神圣地点和当地神明的世界里。荷马、赫西俄德和其他史诗诗人的作品反应这个世界。他们试图寻找世界的来源，并把传统的神话与传说系统化，因此他们被看作是前苏格拉底哲学的前身。希腊民间宗教包含许多从邻近文化如埃及、美索不达米亚和赫梯引入的因素。最早的前苏格拉底哲学家们也长期去其它国家旅行，因此他们的思想不仅仅来自于家乡本地，也来自于外国。
荷马在他的两部史诗里不但把神和其它自然现象比如夜人性化，而且他还暗示了神的来源和世界的本质的一些观点，这些观点后来被前苏格拉底哲学仔细讨论。赫西俄德在他的史诗《神谱》中描写神的来源，除了其中的神话结构外这部著作也很明显地体现除它试图使用一定的理智来组织宗教信仰，比如夜生出死亡、睡眠和梦。源于色雷斯的俄耳甫斯教信任轮回，它影响前5世纪的思想，但是它对宇宙的哲学是否有影响有争议。泰勒斯的同代人，诗人和魔术家锡罗斯的斐瑞居德斯在他的书里描述了一个特殊的创世理论，说三个神在宇宙形成前就已经存在的——向理智跨进了一步。

## 历史

图形化的展示前苏格拉底哲學家和知识分子的关系; 红箭头表示反对关系

西方哲学从公元前6世纪的古希腊开始，前苏格拉底哲学家多来自于希腊的东部和西部边缘地区，他们致力于研究外在世界最本源的物质和自然元素，他们寻求物质规律（始基），和物质的出现与起源。作为第一代的哲学家，他们强调事物都具有理性的同一性，而拒绝神性的解释，前苏格拉底思想家的论述大多考虑到哲学的核心探究问题，比如宇宙的行程，宇宙的基本构造，人类灵魂的结构与功能，以及潜在于感知现象，人类知识和伦理道德下的基础准则。

## 总体特征
| 哲学家       | 顶峰时期 |
| ------------ | -------- |
| 泰勒斯       | 前585年  |
| 阿那克西曼德 | 前550年  |
| 阿那克西美尼 | 前545年  |
| 毕达哥拉斯   | 前530年  |
| 色诺芬尼     | 前530年  |
| 赫拉克利特   | 前500年  |
| 巴门尼德     | 前500年  |
| 埃利亚的芝诺 | 前450年  |
| 阿那克萨哥拉 | 前450年  |
| 恩培多克勒   | 前445年  |
| 麦里梭       | 前440年  |
| 普罗泰戈拉   | 前440年  |
| 留基伯       | 前435年  |
| 高爾吉亞     | 前430年  |
| 安提丰       | 前430年  |
| 德谟克利特   | 前420年  |
| 菲洛勞斯     | 前420年  |
| 苏格拉底     | 前420年  |
| 柏拉图       | 前380年  |
| 亚里士多德   | 前350年  |

前苏格拉底哲学最主要的特征是他们使用理智来解释宇宙。前苏格拉底哲学哲学家们的共同认知是整个世界的多样性和特殊性全部可以通过一个理论来解释——神的直接介入是不必要的。他们反对使用神话来解释世界，他们认为世界上的一切是可以通过理智来解释的，他们引入了分析和批判性思维。他们努力研究外部世界的基础元素和本质。他们中许多人寻找物质的本质（元素）以及元素出现和消失的规律。他们强调事物的因缘本质，反对超自然的解释，寻求世界和人类社会运行的自然原理。前苏格拉底哲学哲学家们把世界看作一个有规则的宇宙，通过理性的研究人类可以理解这个宇宙的规则。在他们研究宇宙的过程中他们引入了新的概念和原理，比如节奏、对称、类比、演绎推理、还原论、对自然的数学化等等。
一些前苏格拉底哲学哲学家们通用的概念是“元素”。根据不同背景在这些哲学家中元素可以有不同的涵义。它可以表示开始或者来源，其中暗含此后会产生的效应。它也可以意味一个原理或者一个原因（尤其亚里士多德派使用这个用法）。
前苏格拉底哲学的一个共同特征是它们缺乏实践经验和用来证明他们的理论的试验。这可能是因为当时没有相应的仪器，也可能是因为前苏格拉底哲学喜欢把世界看作完整一致的，因此无法从外部使用有控制的试验来观察自然的每个细节。
据古典哲学教授乔纳森·巴恩斯前苏格拉底哲学有三个重要的共同特征：它们具有内在性、系统性和简朴性。内在性表示它们使用在世界内找到的特征来解释这个世界。系统性是因为它们试图找到万有的特征。简朴性因为它们试图尽量少地引入新概念。使用这些特征它们获得了极大的成就，把人类的思想从神话改变为哲学和科学。
前苏格拉底哲学家们不是无神论者：但是他们把神在自然现象，如雷霆，的作用缩小，甚至于把神的作用完全从自然世界排除掉。
前苏格拉底哲学是古希腊哲学三个阶段中最早的，整个古希腊哲学则延续了约一千年。前苏格拉底哲学本身又分三个阶段。第一个决断的代表人物是米利都学派、色诺芬尼和赫拉克利特，他们反对传统的宇宙论，试图通过对自然的观察和理解来解释世界。第二个阶段是伊利亚学派阶段。伊利亚学派否认改变和运动的存在。他们的极端一元论认为整个宇宙是由一个物质组成的，而且只有这一个物质存在。前苏格拉底哲学的第三个阶段是伊利亚学派后阶段，代表人物是恩培多克勒、阿那克萨哥拉和德谟克利特，他们反对伊利亚学派的见解，返回米利都学派的自然主义。
古希腊哲学继前苏格拉底哲学后的第二个阶段以柏拉图主义、犬儒主义、昔蘭尼學派、亞里斯多德主義、皮浪主义、伊比鳩魯學派、学院怀疑主义和斯多葛主義的崛起为代表，这个阶段延续到公元前100年。古希腊哲学的第三个阶段主要是对前两个阶段的研究和发展。

## 哲学家

### 开始：米利都学派
米利都学派位于前6世纪爱奥尼亚的米利都。它由泰勒斯、阿那克西曼德和阿那克西美尼组成，他们之间可能是师徒关系。他们的主要精力集中在世界所有物质的原始。他们中的每个人把世界的一切归咎于一个单一的“元素”（开始或者原则），由此开创了自然一元论的传统。

#### 泰勒斯

泰勒斯定律：假如A̅C̅是圆的直径，而B是圆周的一点的话，则角ABC是一个直角

泰勒斯被誉为哲学之父。他的著作全部没有遗留下来。他是第一名使用推理、证明和归纳这些手段的人，因此被看作是第一名西方哲学家。他创造了“宇宙”这个词来描写整个世界。他为几何学做出贡献，预言了公元前585年的日食。泰勒斯的祖先有可能是腓尼基人。米利都是当时大文明的一个贸易中心和文化交汇点，泰勒斯去往埃及、美索不达米亚、克里特和腓尼基等其它文明旅游。埃及人使用几何来分配田地。泰勒斯则使用抽象演绎推理把几何广义化。后来的雅典哲学家普罗克洛说今天的泰勒斯定理是泰勒斯发现的。据传他是第一个认识到等腰三角形的基角是相等的，以及圆的直径平分圆的面积。和当时的许多希腊人一样泰勒斯游访了薩第斯，薩第斯收藏有天文纪录，并使用这些纪录协助农耕等实际活动。在古代泰勒斯被公认为天才，他是古希腊七贤之一。
最重要的是泰勒斯提出了世界物质来源的基本哲学问题，并提供了一个基于经验证据和推理的回答，这使得他成为首名哲学家。他把世界的起源归功于一个元素，而不是一个神灵。今天关于泰勒斯的认知来自于亚里士多德的叙述。亚里士多德在讨论过去的哲学家的见解是说：“这种哲学的创办人泰勒斯说首要（元素）是水。”在这里他所说的元素可以有许多不同的理解（它可能指原始，元素或者本体矩阵），但是不论这样来理解这个概念泰勒斯把世界看作一个物件，而不是一堆不同的物价，他还猜测元素的来源和结合。
泰勒斯的哲学的另一个重要观点是他说所有的东西都充满了神灵。在这里他到底是什么意思可以有不同的理解，这些理解即可以是有神论的也可以是无神论的。亚里士多德提出的理解是最可信的，他认为泰勒斯推崇物活论，即整个宇宙里所有的事物是神圣和拥有活力的。泰勒斯还有一个著名的理论是大地“浮在水上”，他可能是在看到地上鱼的化石得出这个结论的。

#### 阿那克西曼德
世上所有万物

万物的开始

万物的最初基础是无限定（阿派朗）；

它是万物的来源，也是

必要时它们消灭的所去。

它们给予平衡

因为它们按照时间的顺序抵消它们之间的不平衡。
阿那克西曼德也来自米利都，他比泰勒斯年轻25年。他属于米利都的精英阶层，来自一个富有的家庭，也是一名政治家。他对多个方面感兴趣，包括数学和地理学。他是第一名画了一张世界地图的人，也是第一名认识到地球是球状的人，他还制造了类似钟纪录时间的仪器。阿那克西曼德认为第一原则是一种无限定，没有特征的物质（阿派朗），从这种物质中产生了首要的对立如热和冷，湿和干。他试图通过一个单一的物质变换成其它元素来解释可以观察到的变化。和泰勒斯一样阿那克西曼德为过去使用超自然被解释的现象提供自然的解释。他也对人类的来源做过猜测。他认为地球不是浮在其它结构上，而是没有支撑地悬浮在宇宙中心。此外他还提出了一种原始的进化论来解释生物多样性，他认为一种万有的动力影响动物的生活。麻省理工学院哲学教授乔治·德·桑蒂拉纳认为阿那克西曼德宇宙是由自然规则控制的学说对此后世纪的哲学思想有深刻影响，它与火的利用或者爱因斯坦的科学发现同样重要。

#### 阿那克西美尼
关于阿那克西美尼的生平流传下来的很少。他与阿那克西曼德是同代人，比阿那克西曼德年轻，两人在不同智力问题上合作。他用散文写了一本关于自然的书。阿那克西美尼认为首要元素是空气，空气的变化，变稠或变稀，变换成其它古典元素：火、风、云、水和土。虽然他的理论与阿那克西曼德的类似，而且两人都认为世界的起源是一种单一的物质，但是阿那克西美尼的理论里空气通过复杂的机理，主要是通过其密度的变化，变换为其它元素。从古代时期开始他就被公认为自然主义解释之父。他扩展了阿那克西曼德的尝试寻找一个能够解释活物和非活物自然现象的统一理论，据詹姆斯·沃伦说，“没有把活物降低为仅仅是物质变换的地方”。

### 色诺芬尼

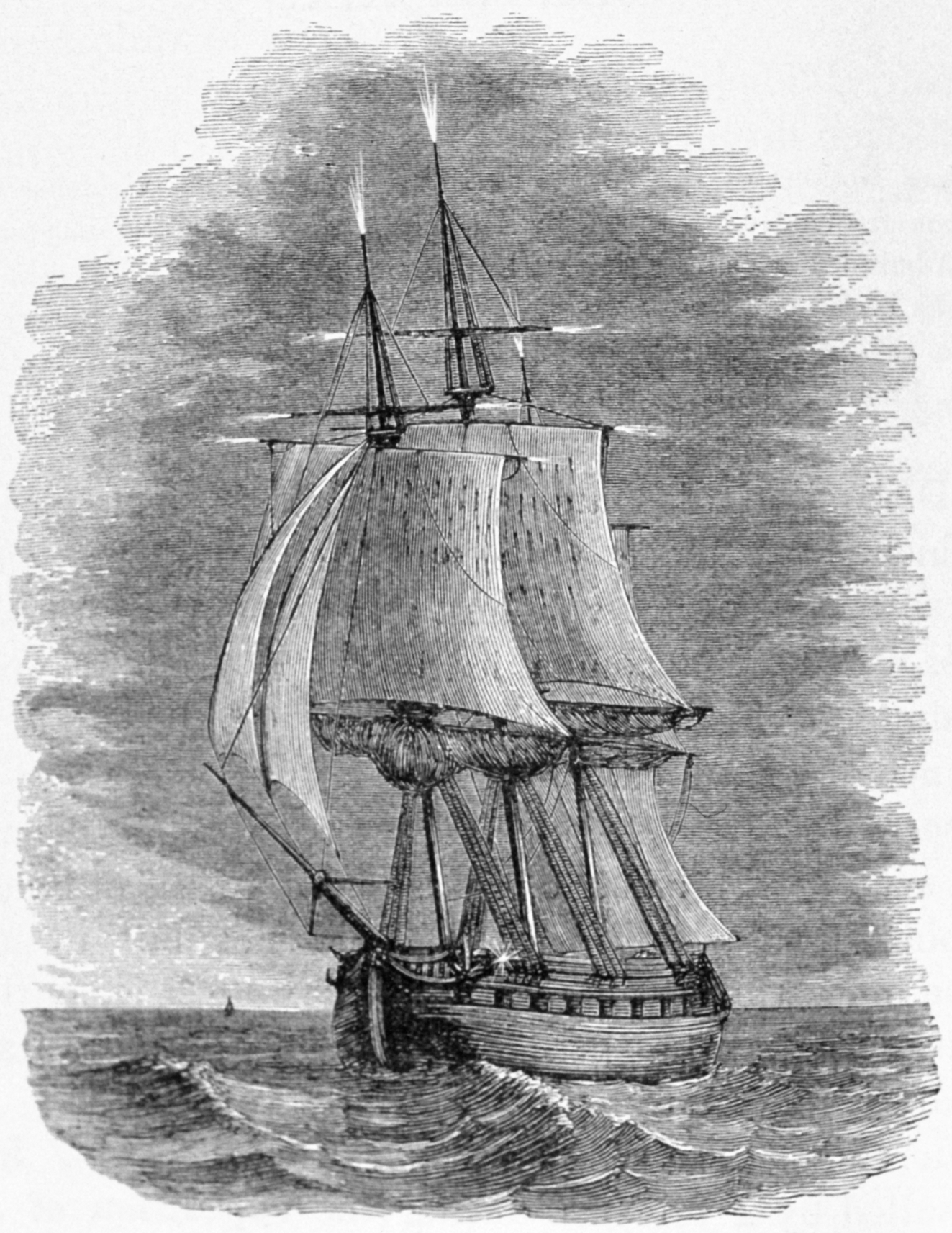
一艘船上的聖艾爾摩之火，色诺芬尼的同代人把它当作是神灵卡斯托耳和波鲁克斯的作为。色诺芬尼则认为它是在特殊情况下星影响了小云导致的

色诺芬尼出生于米利都附近的爱奥尼亚城市科洛封。他是一名游荡的诗人，他的主要兴趣在于神学和认识论。在神学方面他指出人类不知道是只有一个神还是有多个神，假如有多个神的话他们之间是否有等级。他反对当时希腊人对神的人性化表达，他指出不同国家画出来的神像总是像他们自己。他的名言是假如牛、马和狮子能够画他们的神的话他们肯定像牛、马和狮子。他的批评不仅限于神的相貌，也包括他们的行为。荷马和赫西俄德所描写的希腊神话里的神有嫉妒、通奸等道德缺陷。色诺芬尼认为神的道德高于人。但是他从来没有说神是万能、全善和无所不知的。色诺芬尼也为太阳、虹和聖艾爾摩之火等现象提供自然主义解释。传统地这些现象被看作是神的作用，但是色诺芬尼把它们解释为云的现象。这些解释显示出色诺芬尼思想中的经验主义，可以被看作是一种原始科学的思想方式。从亚里士多德开始学者就忽视色诺芬尼的宇宙学和自然主义（可能因为色诺芬尼缺乏目的论），但是新的论文显示色诺芬尼有自己的宇宙论和自然主义。在知识论方面色诺芬尼探索人类知识的可靠性。人类趋于认为他们所相信的事物是真的，代表事实。而色诺芬尼则对人类获得的知识持悲观态度。他也相信通过批评性思考逐渐取得进步。他试图为气象和宇宙现象找到自然主义的解释。
古典哲学历史学家亚历山大·幕雷拉托斯认为色诺芬尼使用的思想方式在现代的形而上学中依然被使用。比如色诺芬尼把气象现象全部归属于云。他使用“甲实际上是乙”的辩论方法。比如在B32中他说“被称为虹的现象实际上是云：一种在眼中看上去紫色、红色、和绿色的云。这样的语句今天依然被使用，比如‘闪电是巨大的放电’，或者‘桌子这样的物件实际上是一群微观粒子群’。”幕雷拉托斯认为今天的科学里依然有色诺芬尼的云类比的类比并说这个方式“……是现代哲学家讨论理论间物体最喜欢的题目”。
据亚里士多德和第欧根尼·拉尔修，色诺芬尼是巴门尼德的老师，但是现代论文中对色诺芬尼是否也应该被看作伊利亚学派的一名有争议。

### 赫拉克利特
赫拉克利特的哲学标志是无常。在残片DK B30中赫拉克利特写道：“这个世界秩序，统治一切，没有神或人创造它，但是它自古如此至今而且将永存：它是永生的火，有秩序地点燃和有秩序地熄灭”。赫拉克利特认为自然中的一切都在不断变化。与此前的一元论哲学家一样，赫拉克利特把火定为世界的元素，因为火是变化的物质，这使得他成为一名唯物主义一元素哲学家。在一个不断的循环中万物从火中产生，然后又回到火中。火变成水和土，水和土又变成火。赫拉克利特认为这些不断的变化解释了宇宙的“过去，今天和未来”。在“河流残片”里他也提到不断的变化。赫拉克利特在这里写说人不能两次踏入同一条河，他把这个缩写为“一切在流淌”。一篇残片写道：“我们同时两次踏入同一条河，同时也不踏入同一条河；我们同时是也不是”（DK 22 B49a）。赫拉克利特在这里似乎说不仅河流不断改变，而且人也不断改变，甚至有存在主义的意味。
赫拉克利特的另一个中心概念是对立面互相映照，这个见解被称为對立統一。留存下来有两个残片与这个概念有关：“我们体内同时有生有死，有醒有睡，有少有老。它们此化为彼，而彼又化为此”（B88），以及“冷的东西变热，热的东西冷却，湿变干，干变湿”（B126）。赫拉克利特对对立统一的见解似乎是世界的统一是通过对立面产生的张力导致的。每种物质的极也含有它对立的物质，它们之间不断的循环变换河运动导致了宇宙的稳定。另一个著名的残片也突出这个教领（B53）：“战争是万物之父和万物之王：它使一些成神，使一些成人；它让一些成为奴隶，一些自由”，这里“战争”指的使产生万物的创世张力。
邏各斯是赫拉克利特的一个基本概念，这个古希腊词有不同的涵义；赫拉克利特可能在他不同的书籍里使用这个词不同的涵义。在以下残片中逻各斯似乎是指统一宇宙的万有规律：“不要听我的，要听逻各斯，相信万物归一是明智的”（DK 22 B50）。虽然逻各斯到处皆是，但是很少人明白它的意义。B19写道：[民众]“……不知道怎样听[逻各斯]，或者不知道如何说[真理]”。赫拉克利特对逻各斯的思想影响了斯多葛主義，斯多葛哲学家尤其引用赫拉克利特来支持他们理智规律统治宇宙的信仰。

### 毕达哥拉斯主义

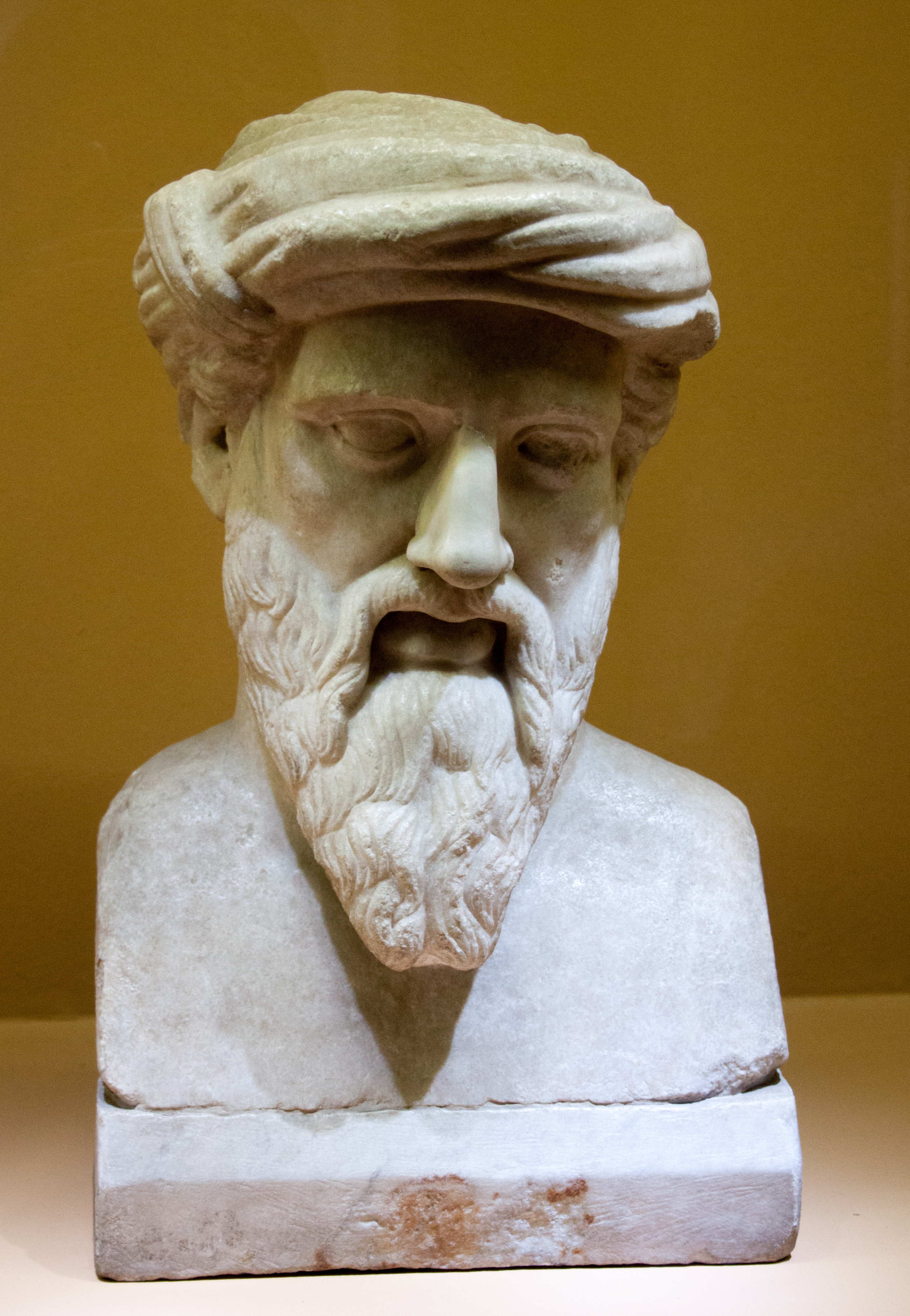
毕达哥拉斯

毕达哥拉斯出生于米利都附近的小岛萨摩斯岛上。30岁时他移居到克羅托內，在那里设立了他的学派并获得政治影响。数十年后他被迫逃离克罗托内，移居墨塔蓬同。
毕达哥拉斯以研究数字和数字之间的几何关系著名。他有许多追随者，他们学习和发展他的理论。他们扩大他的想法，最后称所有的事物都包含数字，整个宇宙是由数字组成的，所有的一切都反应了类似和几何关系。数字、音乐和哲学全部是相互关联的，它们都可以为寻求美的人心带来快乐，因此毕达哥拉斯的学徒们支持研究数学。毕达哥拉斯主义把世界看作是完美的和谐，这个和谐基于数字，它也包括让人类过和谐的生活，包括仪式和饮食建议。他们的生活简朴，对享乐和饮食也有限制。他们食素，对友情非常看重。在政治上毕达哥拉斯主张贵族政治，后来毕达哥拉斯改变了他的主张，但是总的来说毕达哥拉斯和他的门徒们保守，尤其是压迫妇女。其他前苏格拉底哲学的哲学家嘲弄毕达哥拉斯相信轉世。
毕达哥拉斯著名的门徒包括菲洛勞斯、克罗顿的阿尔克迈翁和阿尔库塔斯等。其中最知名的是阿尔克迈翁，他是一名医学和哲学著作作家。他认识到大多数人的内脏是成对的，因此认为人的健康在于对立面的和谐，而疾病是因为两者之间的不平衡导致的。他是第一个认识到大脑是意识和思考中心的人。菲洛勞斯提出日心论，认为太阳是地球和其它行星轨道的中心，发展了宇宙学。
毕达哥拉斯主义影响了后来采纳新柏拉图主义的基督教派别，柏拉图采纳了他们的教育手段。而且柏拉图的哲学与毕达哥拉斯主义之间似乎有同脉之处。卡尔·胡夫曼指出柏拉图也喜欢使用数学解释自然现象，他也相信人的灵魂是不死的，甚至是神圣的。

### 伊利亚学派：巴门尼德、芝诺和麦里梭
伊利亚学派是以意大利半岛南部的古希腊城市伊利亚命名的。巴门尼德被看作是伊利亚学派的创始人。其他著名的代表包括埃利亚的芝诺和麦里梭。据亚里士多德和第欧根尼·拉尔修色诺芬尼是巴门尼德的老师，色诺芬尼是否属于伊利亚学派有争议。巴门尼德约前515年出生于伊利亚的一个富有家庭。他对多个领域如生物学和天文学感兴趣。他是第一名使用引导方式得出地球是球状的人。他也参加家乡城市的政治生活。

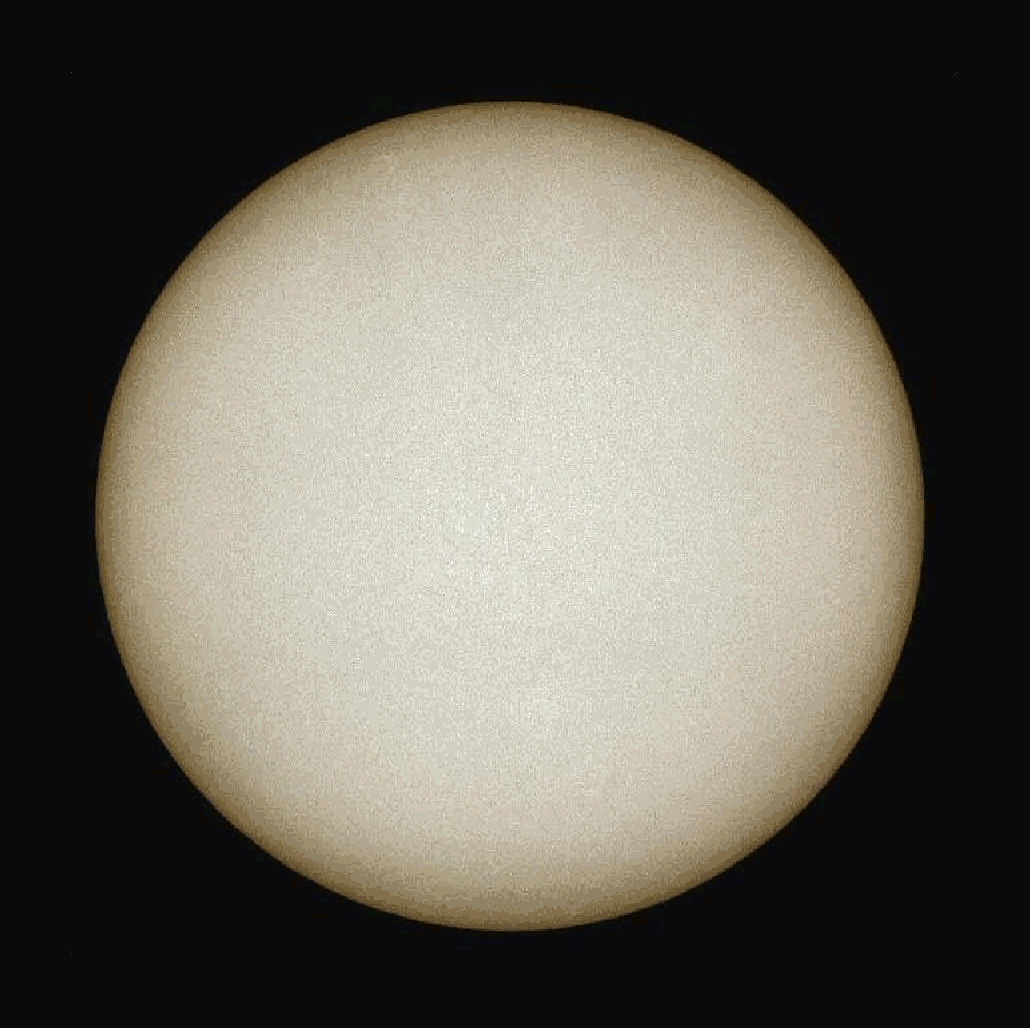
巴门尼德认为存在的生物如同完美的球，没有内部结构，无法分割，无法改变

巴门尼德不但对古典哲学做出了巨大贡献，他对整个西方形而上学和本体论做出了巨大贡献。他写了一篇名为《关于自然》或者《关于现实》的很难理解的诗，这首诗对希腊哲学有决定性影响。这首诗仅150个残片留存。它讲述一名青年为了找到一名女神携带的真理踏上漫长的通天之路的故事。这首诗由三个部分组成：前言、真理道和意见道。《意见道》只有很少残片留存下来。在这个段落里巴门尼德讨论宇宙论和评论其他作者的意见。《真理道》在当时并一直到今天被看作是最重要的段落。在《真理道》里女神批评不区分实际和虚幻的人的逻辑。在这首诗里巴门尼德展示他的哲学：所有的事物都是一个事物，因此没有任何变化和更改。因此所有我们意为是真的，包括我们自己，实际上都是幻影。巴门尼德认为实际是一个无诞生、无变化和无穷的球。这是一元论的理想世界，远远没有赫拉克利特那么极端。女神教青年用他的理智来区分真假，放弃感知的错误。巴门尼德的诗里提到的其它基本原则是无中生有是不可能的和生存和思考是一体。比如在残片DK 3中他写道：“思考和存在是一件事”。
芝诺和麦里梭继续发展了巴门尼德的宇宙论。芝诺以其悖论知名。他使用这些悖论来证明巴门尼德的一元论是正确的，而多元论是错误的。这些悖论最常见的内容是做过一段距离，但是这段距离由无限多的点组成，因此走的人永远无法完成这段路。其中最著名的是阿喀琉斯悖论。亚里斯多德描述道：“第二个悖论叫阿喀琉斯悖论，它说最快的跑者也不能赶上最慢的跑者。因为当追赶的人到达被追赶的人的地方时被追赶的人已经向前跑了一段距离了，因此被追赶的人总是有一小段超前的距离。”（亚里士多德《物理学》239b14–18 [DK 29 A26]）麦里梭使用散文并且不使用神灵或者神话人物维护和发展巴门尼德的理论。他试图解释为什么人类相信不同不存在的事物存在。
伊利亚学派注重使用逻辑来解释存在，由此开创了哲学中的本体论。其他受伊利亚学派影响的哲学家（如智辩家、柏拉图和亚里士多德）继续发展逻辑、辩论、数学，尤其证明。智辩家甚至使用证明来讨论存在。伊利亚学派使得辩论形式化。

### 多元论者：阿那克萨哥拉和恩培多克勒

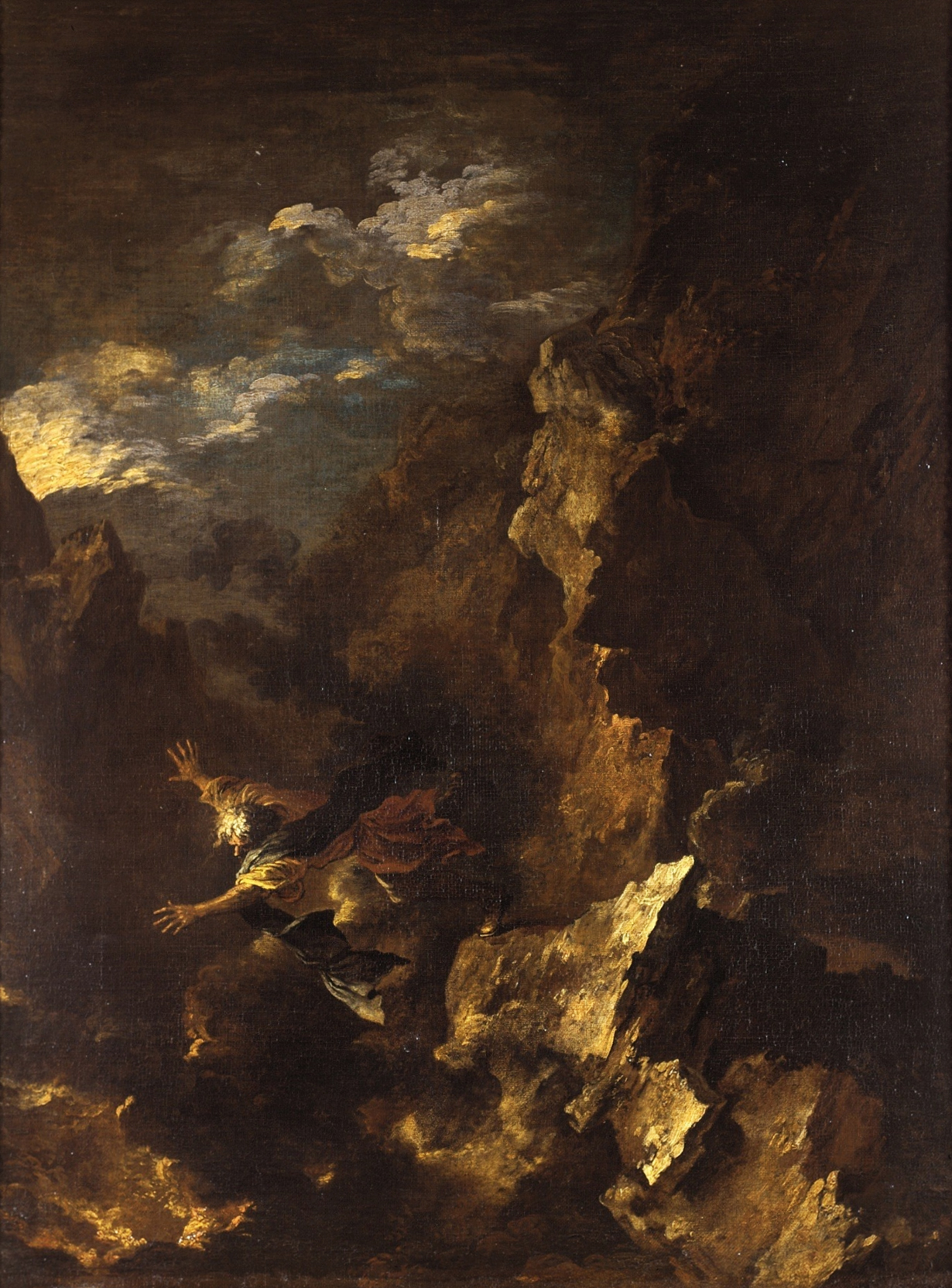
萨尔瓦多·罗萨画的恩培多克勒之死。传说恩培多克勒跳入埃特纳火山自杀

多元论学派标志着古希腊哲学返回米利都学派的自然哲学，但是通过伊利亚学派的批评它更加进一步发展。阿那克萨哥拉出生于爱奥尼亚，但是他移居到雅典后才成为一名大哲学家。他很快追随雅典政治家伯里克利。可能因为这个关系，伯里克利的政敌很快指责他亵渎神灵，因为他认为太阳不是一个神；而只是一块燃烧的石头。伯里克利帮助他逃离雅典，回到爱奥尼亚。他对苏格拉底也有很大的影响。
阿那克萨哥拉以他的“万有理论”著称。他说“万物分享万物”。这句话到底是什么意思有不同的看法。他试图保持伊利亚学派永恒的原则，但是解释自然世界的多样性。他接受巴门尼德所有事物永远存在的原则，但是与伊利亚学派不同的是他添加了胚種論和智性。所有的物质是不同元素如空气、水和其它元素的混合。一个特殊的元素是智性，它存在在生物中，给予它们动力。
阿那克萨哥拉认为智性是组成宇宙的元素之一。有智性的物体是活的。阿那克萨哥拉认为所有的物质都是由基本元素混合组成的；但是哪些是基本元素不明确。所有的物体都是这些基本元素的混合，除了智性以外所有的物体都包含这些基本元素。智性也是宇宙的组成部分，但是它只存在在生物中。阿那克萨哥拉写道：“除了智性外所有的东西都包含一份（摩伊赖）每一种，但是智性只在一些东西里存在”。智性不仅仅是事物的一个元素，它也是使得宇宙运动的原因。阿那克萨哥拉继续发展米利都学派的认识论，试图寻求对所有自然现象的解释。在伊利亚学派的影响下他也继续探讨形而上学的问题，比如知识的本质。
恩培多克勒出生于意大利半岛南部的城市阿格里真托。第欧根尼·拉尔修报道说恩培多克勒以诗体写了两本书《关于自然》和《纯化》。一些现代学者认为这两本书实际上是一本；所有学者都同意恩培多克勒的文字很难懂。
在宇宙论方面恩培多克勒接受伊利亚学派宇宙没有诞生、永存和无止境的观点。他也继续了阿那克萨哥拉关于四个“根本”（即古典元素）的思想，即它们通过混合创造了万物。这四个根本是火、气、土和水。关键的是他又增加了两个元素：两个非物质的力爱和争。这两个力互相对立，它们施予组成物质的四个根本上使得这四个根本相互之间和谐或者将它们分开，这个混合的结果就是所有存在的事物。恩培多克勒使用一个比喻来说明其中的原理：就像画家使用少数集中基色来画图画，同样的也是四种根本的运行方法。爱和争是互相合作还是各自有自己的计划不明，但是爱和争不断循环导致生命。据恩培多克勒的《纯化》除四个根本、爱和争外，其它物件是凡人、神和代蒙。像毕达哥拉斯一样恩培多克勒相信灵魂的转移，是一名素食者。

### 原子论者：留基伯和德谟克利特

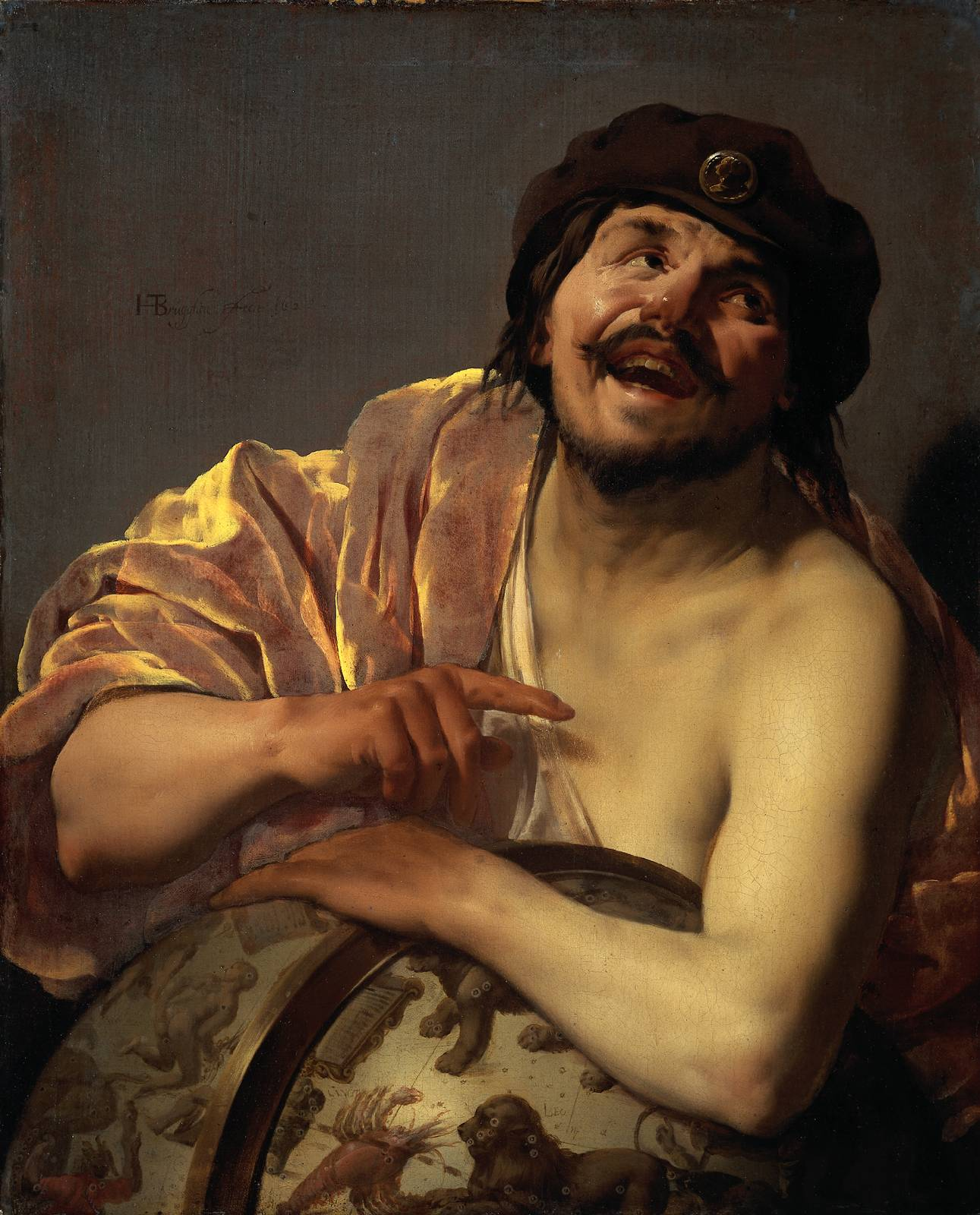
德谟克利特，1628年的画。德谟克利特以“笑哲学家”知名

留基伯和德谟克利特生活在色雷斯阿布德拉。虽然他们的研究设计哲学的多个领域如道德、数学、美学、政治甚至胚胎学，他们最有名的思想是原子论的宇宙。
留基伯和德谟克利特的原子论是对伊利亚学派的反应。伊利亚学派认为所有的事物都是大一体的一部分，因此世界上没有运动。留基伯和德谟克利特反转伊利亚学派的公理，他们说因为运动事实是存在的，那么不一体也应该存在，因此真空也存在。留基伯和德谟克利特对于是否可以相信人类的知觉表示怀疑，但是他们相信运动是存在的。他们认为原子拥有伊利亚学派大一体的一些特征：它们是均质的和不可分的。这些特征可以解破芝诺悖论。原子在真空里运动，它们可以以机械方法相互作用，导致世界的多样性。
原子论的一个结论是決定論，即世界上所有的事情都完全由过去已经存在的前因决定的哲学观点。留基伯说（DK 67 B2）：“没有事情是随意发生的，所有的事情都有原因，出自必然”。德谟克利特推论假如万物都是由原子和真空组成的，那么我们的一些感官也不是真的，而是常规。比如颜色不是原子的一个特征，因此我们对颜色的感觉是一种常规。他说（DK 68 B9）：“甜是常规，苦是常规，热是常规，冷是常规，颜色是常规；实际上只有原子和真空”。这段话有两种理解方法。取消主义的解释是德谟克利特认为颜色不是真实的，相對主義的解释是相對主義认为颜色和味觉不是真实的，而是人类的感官通过感觉反应产生的感知。

### 智辩家
智辩家是苏格拉底之前在整个希腊兴起的一个哲学和教育运动。他们攻击传统对神和道德的思想，为哲学的继续发展铺设了道路，但是也为其它方面如戏剧、社会科学、数学和历史学铺设了道路。
柏拉图损贬智辩家，对他们的名声造成长期损害。柏拉图认为哲学只能被有足够智慧能够理解哲学的人探讨；而智辩家则教授所有能够负学费的人。智辩家教授修辞和怎样从不同观点讨论一个问题。由于智辩家和他们的学生在公众和在法庭上是非常有力的演讲家，他们被批评缺乏道德和混淆真假。事实上一些智辩家似乎的确提倡道德和认知相对主义。著名的智辩家包括普罗泰戈拉、高爾吉亞、希庇亚、塞拉西马柯、普罗狄克斯、安提丰和克里提亚斯。
普罗泰戈拉主要以他的两句被引用的句子著称。其中一段是“[人类……]是判断万物的标准，人类判断存在的事物的存在，不存在的事物的不存在”，这段话一般被理解为认可哲学相對主義，但是它也可以被理解为知识只对人类有意义，道德和其它各种知识的意义仅限于人类的认知和感受。另一个引言是“关于神，我不肯定它们存在，也不肯定它们不存在，或者它们是什么样子；包括这个问题的不明之处和人生的短暂在内有许多回答这个问题的障碍”。
高爾吉亞写过一本名为《关于自然》的书，在这本书里他攻击伊利亚学派关于大一体和无一体的概念。他认为建筑不存在存在是荒诞的，而大一体是不可能的，因为要么它有出生，要么它是无限的，两者都有不足。现代学者互相之间争论高爾吉亞是否是一名认真的学者、一名相对主义和怀疑论的极端追随者，还是一名骗子。
安提丰把自然法与城市法对立。只要不被抓住，一个人就不必遵守城市法。可以说安提丰是一名小心的享乐主义者，他拒绝有危险的乐趣。

### 菲洛勞斯和阿波罗尼亚的第欧根尼
菲洛勞斯和阿波罗尼亚的第欧根尼来自色雷斯，他们属于最后一代前苏格拉底哲学哲学家。他们没有研究宇宙是怎样构成的，而是主要研究抽象思考和辩论。
毕达哥拉斯、阿那克西美尼和恩培多克勒对菲洛勞斯都有影响。他试图解释宇宙中并存的多样性和一致性。他讨论了如何解释宇宙中不同质量互动的问题，引入和“和谐”这个词，他认为和谐是一种使得质量成形的结合力。宇宙的结构由无限和有限组成。阿波罗尼亚的第欧根尼返回米利都学派的一元论，但是继续发展这个理论。在残片DK64 B2中他写道：“我觉得总的来说所有的事物都是一个事物的变化，都是一个事物。”他解释说事物虽然变换形状，但是在本质上是同一事物。

## 命题

### 知识
生活在前苏格拉底哲学哲学家们以前数世纪的神话诗人荷马和赫西俄德认为只有神才能获得真正的知识。但是从色诺芬开始前苏格拉底哲学哲学家们开始使用自然的方法接触知识。虽然他们知道人类的知识是有限的， 但是他们寻求一个理解宇宙的方法。
毕达哥拉斯和恩培多克勒把他们自称的智慧归功于他们神授的地位，他们试图教育和督促平常人寻求自然领域的真理——毕达哥拉斯使用数学和几何的方式，恩培多克勒则套索实际经验。色诺芬认为人的知识只是一种意见，无法被认证或证明是真的。乔纳森·沃伦认为色诺芬描写了知识的本质。后来赫拉克利特和巴门尼德强调人有使用直接观察、询问和思考来理解自然事物的本领。

### 神学
前苏格拉底哲学的思想降低了希腊民间宗教的神话部分。他们的思想把古希腊哲学和宗教带出了神的领域，甚至为目的论铺设了道路。他们攻击荷马和赫西俄德传播的传统的神的形象，对希腊民间宗教严加考研，导致自然哲学和神学的分裂。前苏格拉底哲学的哲学家们不信无神论，但是需要考虑的是在当时无神论者在社会和法庭前都有一定危险。虽然如此反对神的辩论理由并没有在公众被禁止。比如普罗泰戈拉在讨论神时说：“关于神，我不肯定它们存在，也不肯定它们不存在”。
神学思想从米利都学派的学者开始就有了。阿那克西曼德的主意阿派朗主使宇宙中的万物本身就很明显了，在此之前一般认为只有宙斯有这个能力。后来色诺芬对神的人化进行批评。色诺芬提出神必须具有三个前提：他必须是全善、永生和在外贸上不像人，这三个前提对西方宗教思想有极大影响。
赫拉克利特和巴门尼德的神学思想不明，但是一般认为两人多少信神。毕达哥拉斯学派和恩培多克勒相信轉世。阿那克萨哥拉认为智性给予事物生命。阿波罗尼亚的第欧根尼发展这个思想可能创立了第一个目的论论证：“没有智力就不可能区分万物——冬夏、昼夜、风雨交加或者是好天气。其它事物也养，想要的话也可以用最佳方法处理它们”。一些前苏格拉底哲学哲学家试图寻找神的取代，其他则使用目的论把宇宙看作是神力的智慧设计。

### 医学
前苏格拉底哲学以前健康和基本被看作是神的作为。前苏格拉底哲学与医学同步发展，医学是哲学的一部分，哲学也是医学的一部分。希波克拉底把两者分开，但是并不彻底。医生把前苏格拉底哲学对于自然世界的见解结合入他们的理论结构中，把两者的边界模糊。比如当地常见的癫痫被看作是神对人的作用，但是希波克拉底的学派把它看作是自然现象，与米利都学派把自然现象如地震去神话化一样。对解剖学、生理学和疾病的系统研究导致因果关系的发现，更精妙的术语和对疾病的理解，最后导致理性的科学。

### 宇宙论
前苏格拉底哲学哲学家是第一批试图对不同的自然现象提供一个共同解释的人。
一开始他们主要思考宇宙物质的秘密——组成宇宙的基本物质是什么？阿那克西曼德建议无限定是宇宙的基本物质。亚里士多德分析说，这意味着阿那克西曼德认为宇宙不论在时间还是在空间没有开始也没有终止。他可能是在管槽到空气对生活的重要性以及为了解释不同观察到的变化把空气当作首要元素。赫拉克利特也试图顾及不断变化的世界，因此把火作为宇宙的首要元素，火可以变成水和土产生宇宙。他把不断变化的自然总规为他著名的格言“万物流变”。巴门尼德则建议宇宙由两个永恒的组成部分组成：昼和夜。恩培多克勒把元素的数量提高到四个，并称它们为根，他还添加了爱和争作为根混合的驱动力。阿那克萨哥拉甚至扩展了恩培多克勒的多元论，称所有的事物中包含所有的元素，除了智力以外所有的元素在所有事物中都混合在一起，智力调节万物——但是他没有把智力归功为神的特征。留基伯和德谟克利特认为宇宙由原子和真空组成，原子的运动造成可以观察到的变化。

### 理性主义、观察和科学思想的开始
前苏格拉底哲学革命被公认为解放人类神话思想的第一步，它开始了通向理性和科学思想的道路，最后导致西方现代哲学和科学。前苏格拉底哲学哲学家们试图通过理性和观察来理解自然的不同方面，他们提供的解释可以被称为是科学的，由此西方理性主义诞生。泰勒斯是第一名寻找世界统一的元素的人。泰勒斯所说的元素指的是开始、来源、主要原则还是基本元素不明，但是这是第一次试图使用一个原理，使用理性而非借助任何神灵来来推导解释宇宙。阿那克西曼德提出充足理由律，这个革命性的命题也导出无事无中生有的归路。大多数前苏格拉底哲学哲学家对目的论似乎无动于衷，尤其原子论者强烈反对目的论。他们认为各种自然现象都是原子无目的的运动导致的。色诺芬也理智地批评当时希腊民间宗教造成的神不一致的形象，批评宗教的人性化。
显然前苏格拉底哲学为科学铺设道路，但是它们是否算作科学有争议。泰勒斯是第一名记录下使用简化和概括这两个方法的人，这是一个通往科学思想方式的里程碑。其他前苏格拉底哲学哲学家也试图回答元素的问题，并给出了不同回答，但是通向科学的第一步已经迈出。哲学家卡尔·波普尔在他的论文《回到前苏格拉底哲学》中把现代科学的根源回溯到早期希腊哲学家。他写道：“无疑希腊批评论哲学的主要源泉是爱奥尼亚……当地率领创造理智和科学态度的传统，没有它不会有我们西方的文明，世界上唯一基于科学的文明。”在论文的另一处波普尔认为给予他们的称呼不重要，完全仅仅是词语。“[前苏格拉底哲学]的思想于后来物理学的发展之间一脉相承。他们被称为哲学家、前苏格拉底哲学哲学家或者科学家无关紧要”。其他学者不赞同这个观点。康付德认为伊利亚学派缺乏实践，只是教条的投机者。

## 反响与影响

### 古代
前苏格拉底哲学对古典社会有众多直接影响。前苏格拉底哲学哲学家的哲学思想对后来的哲学家、历史学家和戏剧作家有深刻的影响。这些后来的哲学家一脉是苏格拉底-西塞罗传统，一脉是柏拉图-亚里士多德传统的。
苏格拉底、色诺芬和西塞罗深受古典时代被称为“自然主义者”的影响。苏格拉底年轻时深受自然主义者的影响，探讨宇宙本质。但是后来他的兴趣逐渐转移到认识论、美德和道德，对自然世界的兴趣逐渐减弱。色诺芬说苏格拉底认为人类无法理解宇宙，这是他兴趣转移的原因。柏拉图则报道说前苏格拉底哲学唯物主义的思想，尤其阿那克萨哥拉的思想，使得苏格拉底感到不安。在《图斯库路姆论辩集》中西塞罗分析了他对前苏格拉底哲学的见解，他强调前苏格拉底哲学的理论性本质与此前“圣人”对实际问题应用解决方法的不同。与西塞罗一样色诺芬也强调前苏格拉底哲学与苏格拉底的区别在于苏格拉底更对人类的行为感兴趣。
前苏格拉底哲学对柏拉图和亚里士多德有深刻影响。亚里士多德在他的第一部书《形而上学》中首先讨论前苏格拉底哲学，然后引入他自己的哲学和对元素的研究。他是第一名说哲学从泰勒斯开始的人。泰勒斯是否把水定义为元素不明，也有可能是亚里士多德使用他自己的观点来解释他的前辈。更关键的是亚里士多德批评前苏格拉底哲学没有确定一个目的因，而这正是亚里士多德形而上学的基本主义。柏拉图也攻击前苏格拉底哲学的唯物主义。
在后来的古希腊时代不同流派的哲学家研究过自然和继续发展了前苏格拉底哲学的主意。斯多葛主義结合了一些阿那克萨哥拉和赫拉克利特的思想如智性和火。伊比鳩魯學派把德谟克利特的原子论看作他们的前辈，怀疑论则将自己与色诺芬联系到一起。

### 现代
前苏格拉底哲学与古希腊的其他哲学家一起发明了西方文明的中心概念：自由、民主、个人自主和理性主义。开拓科学方法的16世纪哲学家弗朗西斯·培根可能是第一名在他的作品中大量引用前苏格拉底哲学公理的现代哲学家。他批评色诺芬和其他前苏格拉底哲学的认识论，认为他们通过引导无法获得有用的结果。这个意见被今天的哲学和科学反驳。培根对前苏格拉底哲学，尤其是对德谟克利特的原子论的青睐可能源于他对亚里士多德的反感。
弗里德里希·尼采对前苏格拉底哲学非常追崇，称他们是“精神巨枭”，尤其标榜他们反对神论的见解和他本人对苏格拉底及其后辈的反对。尼采也使用前苏格拉底哲学反目的论的见解，加上德谟克利特的唯物主义，攻击基督教及其道德。尼采认为前苏格拉底哲学是当代科学的鼻祖，把恩培多克勒与达尔文主义、赫拉克利特与物理学家赫尔曼·冯·亥姆霍兹联系到一起。他在多部书里说前苏格拉底哲学的时代才是希腊的光辉时代，而后来被称为金时代的时期则实际上是衰败的时期。在《太陽神與酒神》辩证中他结合了前苏格拉底哲学，其中有创造力的酒神代表了前苏格拉底哲学的观点。
马丁·海德格尔在前苏格拉底哲学发现了他的現象學和后来对事物和四重的思想的根源。他认为阿那克西曼德、巴门尼德和赫拉克利特在他们的著作里对物理的研究是对存在的思考的初始。